# Arantia hydatinoptera
Arantia hydatinoptera är en insektsart som beskrevs av Karsch 1889. Arantia hydatinoptera ingår i släktet Arantia och familjen vårtbitare. Inga underarter finns listade i Catalogue of Life.